# Point Pleasant (West Virginia)
Point Pleasant is een plaatsje in West Virginia, Verenigde Staten, liggend aan de rivier de Ohio. In 2000 had het stadje 4637 inwoners.

## Silver Bridge
Point Pleasant kwam in 1967 wereldwijd in het nieuws nadat de Silver Bridge was ingestort. 46 mensen kwamen hierbij om het leven. Wat de oorzaak was van het instorten is nog steeds niet bekend.
In het boek The Mothman Prophecies beschrijft John A. Keel alle vreemde gebeurtenissen die rondom deze ramp hebben plaatsgevonden. Het boek werd in 2002 verfilmd. De Mothman was een verschijning die herhaalde malen in de buurt van Point Pleasant is waargenomen rond die tijd: een mensgroot vliegend wezen met rode ogen. De bevolking was doodsbang. Wat het precies is geweest is nooit bekend geworden. Men denkt van officiële zijde aan een groot soort uil (een extra grote variant van de oehoe) die in de verbeeldingskracht en de media extra groot is gemaakt, of aan een soort kraanvogel die rechtopstaand ongeveer zo groot als een mens is en rode oogvlekken op zijn kop heeft.

## Plaatsen in de nabije omgeving
De onderstaande figuur toont nabijgelegen plaatsen in een straal van 20 km rond Point Pleasant.

## Geboren
- Ulysses S. Grant (27 april 1822), generaal tijdens de Amerikaanse Burgeroorlog en de 18e president van de Verenigde Staten